# Hassō-no-kamae
Hassō-no-kamae (八相（八双）の構? "tutte le (otto) direzioni"), abbreviata frequentemente in hassō, occasionalmente chiamata hassō-gamae, è una delle cinque posture del kendo: jōdan, chūdan, gedan, hassō, e waki. È una postura offensiva, chiamata così poiché garantisce a chi la usa di rispondere ad un attacco verso ogni direzione. Waki e hassō non sono comunemente utilizzate nel kendo moderno, tranne nei kata.

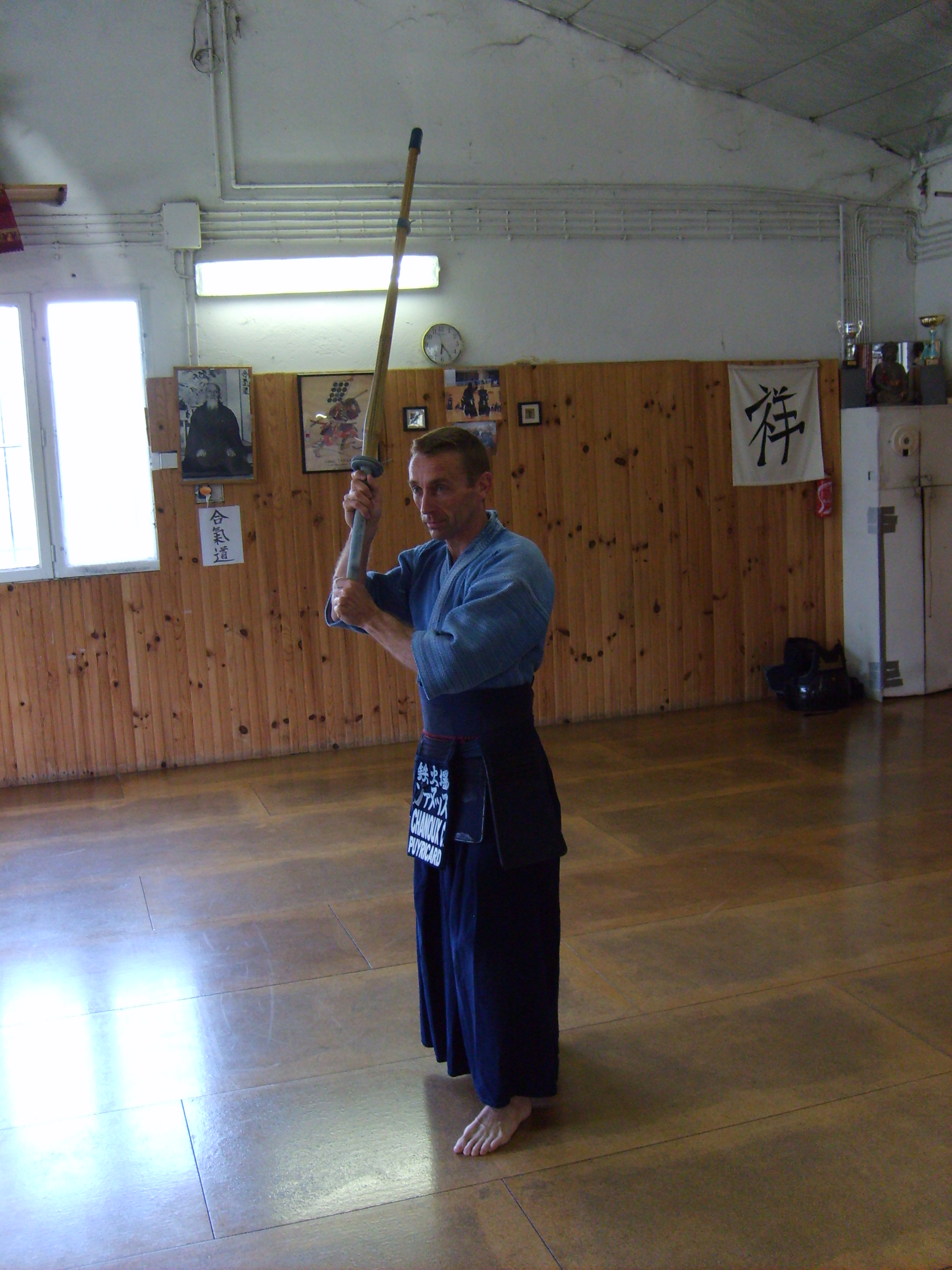
Hassō-no-kamae

In hassō-no-kamae, il piede sinistro è davanti e la spada è tenuta in posizione verticale con l'elsa davanti alla spalla destra. La lama dovrebbe essere inclinata leggermente all'indietro. Durante il colpo, la spada viene sollevata sopra la testa, come in jōdan.
È anche usato nei kata del Kashima Shinden Jikishinkage-ryū.
Hassō è chiamata in-no-kamae (陰の構え?, Postura dell'Ombra) nel Ittō-ryū e Katori Shintō-ryū, hassō (八相?) nel Shinkage-ryū e occasionalmente moku-no-kamae (木の構え?, Postura del Legno), a causa della somiglianza della posizione con un albero.

## Scuole europee di spada
Nelle tradizioni tedesche come il Liechtenauer questa postsura è chiamata right vom Tag. Viene spesso tradotta come "giorno" o "dal tetto".